# 广州天河驾车撞人事件
广州天河1·11驾车撞人事件，也被民間稱為广州宝马撞人事件，是指2023年1月11日17时25分起，在中华人民共和国广东省广州市天河区天河路、体育东路、天河南二路一带發生的一起汽車多次蓄意衝撞人羣事件。事件發生在下班晚高峰時段，造成6人死亡，29人受伤。肇事司机于同年4月被法院一审判处死刑，並在隔年4月19日執行注射死刑。

## 背景
事发地为广州最为繁忙的商业区，事件发生时亦正值下班高峰期，人流车流十分密集。
发生死伤最为严重的天河路-体育东路路口号称“广州最繁忙的十字路口”，斑马线两侧连接萬菱匯和正佳广场。广州市人民政府早在2004年便计划兴建过街隧道；但因种种原因，近年才得到落实，后于2021年开建。

## 事发经过

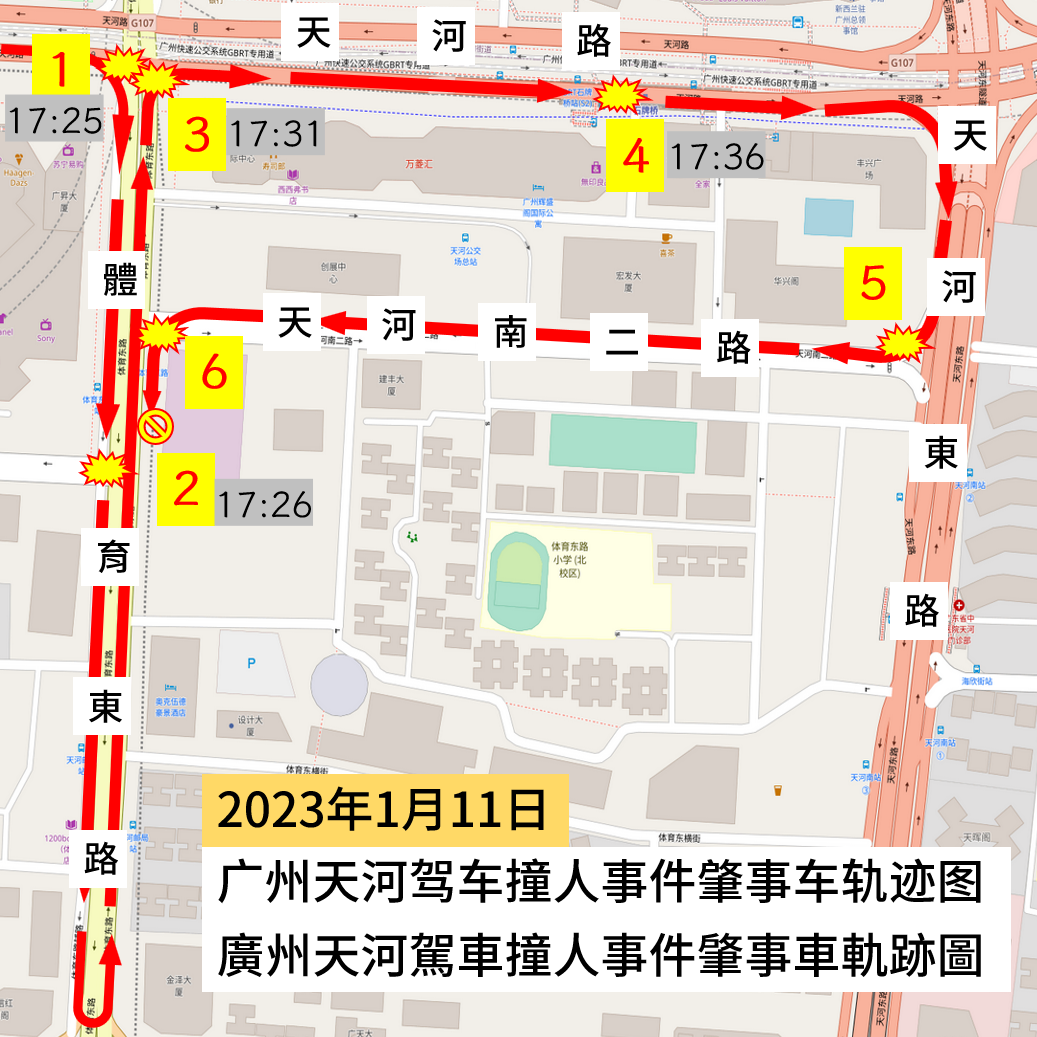
肇事车辆轨迹图

《封面新闻》记者根据现场视频及对目击者的采访而报道称，肇事车辆至少造成6起碰撞。
17时25分前后，肇事司机温庆运由天河路向南转入体育东路，期间撞倒并辗过多名正在通过路口的行人；驶入体育东路后，在天河南一路口撞倒一名行人；然后再返回第一次冲撞的路口，再度冲向多名行人；之后向东驶入天河路，在BRT石牌桥站附近撞倒多名外卖骑手和骑自行车的行人，此时已有警车赶来追截；随后依次转入天河东路、天河南二路，并在天河东路天河南二路路口撞倒行人；驶至天河南二路体育东路路口时，被放在路上的多輛自行車封鎖道路，撞向一名尝试拦截、骑着摩托的交警，车辆最后铲上分离机动车道和非机动车道的护栏并停下。
| 碰撞次序 | 碰撞地点                   | 事件                                                           |
| -------- | -------------------------- | -------------------------------------------------------------- |
| 第一次   | 天河路体育东路路口         | 下午5時25分，多名行人被撞倒                                    |
| 第二次   | 体育东路天河南一路路口     | 撞倒一位通過人行道的女士                                       |
| 第三次   | 天河路体育东路路口         | 下午5時31分，撞倒多名行人                                      |
| 第四次   | 天河路南側石牌橋公交站附近 | 下午5時36分，撞倒3人。其中2人是外賣騎手，1人是騎共享單車的行人 |
| 第五次   | 天河东路天河南二路路口     | 一名女子在人行道處被撞倒                                       |
| 第六次   | 体育东路天河南二路路口南侧 | 撞倒一名交警                                                   |

肇事者在车辆停下后，向街上抛出大量的人民币钞票，后尝试逃离现场，但被在场人士制伏。网络上流传的现场视频显示，其被逮捕時声称叔叔是中共中央政治局委員、中共廣東省委書記黃坤明。

## 事发后
广州警方于1月11日当晚19时36分发布通告称，事故已造成5死13伤。伤者被送往中山大学附属第三医院、暨南大学附属第一医院、廣州市第十二人民醫院等医院。其中，广州市第十二人民医院收治了3名来自正佳广场路段的车祸伤者。事发地一带有较多日本人居住，日本驻广州总领事馆特地发布公告称，没有收到日本人在此次事件中受伤的報告。
高德地圖实时路况显示，至1月11日18时30分，正佳广场附近路段出现严重拥堵。路过事故地点的司机在地图软件讨论中表示：“正佳十字路口红绿灯出事了，环市路往天河堵死了。”19点20分，现场已基本恢复交通秩序。

## 死伤者
一审判决书披露，事件共造成6死，除当场死亡的5人外，另有1名重伤者于1月19日经抢救无效死亡。6名死者中，5人为行人，1人为外卖骑手，均来自不同家庭。最小的遇难者仅6岁，其母亲原本计划带她购买过年穿的新衣服；另有2人已婚已育，2人有对象但未结婚。事件还造成29人受轻伤或轻微伤。
法庭一审宣判后，有受害者家属向媒体表示，未和温庆运家属接触过，温方未道歉、未赔偿，已有部分受害者家属提出了民事索赔。温庆运的辩护律师在案发一年后接受采访时指，温家经济条件一般，案发后托中间人给6位死者的家属各赔偿了10万元慰问金。

## 调查
广州警方于1月11日当晚19时36分发布通告称，事故已造成5死13伤，涉事司机温某（男，22岁，广东揭阳人）已被警方控制，事故正在进一步调查处理中。温于次日被刑事拘留，1月14日晚因涉嫌“以危险方法危害公共安全罪”被批准逮捕。一审判决书披露温某全名为“温庆运”。
红星新闻事发后联系到肇事者的父亲，其称中午12时左右，肇事者说要出去找朋友，然后便驾车离去。
温庆运的父母证言及笔录显示，温庆运没有犯罪前科，2021年大专毕业后留校工作半年，之后回到东莞企石镇和父母一起经营文具店。温没有固定工资，需要钱时便直接向母亲索要。

## 审判
2023年4月18日，广东省广州市中级人民法院对温庆运以危险方法危害公共安全案进行了公开审理。
一审过程中，温供述称，他此前在社交平台上将自己包装成“富二代”追求异性，但2022年2月被他人拆穿，让其颜面扫地。案发当日，温庆运因购买了两条香烟，被父母责骂乱花钱，之后驾驶其父名下宝马X3外出。公诉机关称，温在高速上车速一度达到180km/h，还四次在华南快速路冲卡逃费，撞坏了挡风玻璃。据温供述称，驾车至十字路口时，突然产生想释放自己内心压抑的想法，于是直接加速驱车持续朝人群冲撞过去；他还称只想撞人和电单车，以免和机动车碰撞后把自己的车也撞坏，“走不了”。一位参加了旁听的受害者家属表示，温庆运在庭上说话少，对于撞人案仅表示后悔，并没有向受害者及其家人道歉。
一审中，温庆运的辩护人曾申请为他做精神鉴定，不过其家属称家族无精神病史，温男亦没有到医院检查精神病的经历。法庭最后驳回了该请求。广州中院最终以以危险方法危害公共安全罪判处其死刑、剥夺政治权利终身。温庆运方随后就一审判决提出上诉。
2023年6月28日，广东省高级人民法院对温庆运以危险方法危害公共安全上诉案进行了公开审理。二审中，温庆运称撞人前，自己“没有意识”“没有感觉”。温庆运还称，感觉车辆的后尾箱“不干净”，想把“不干净”的东西驱赶走。同时，温庆运的辩护人称，温庆运在案发前几日已经“异常”，觉得车不干净，“有神秘力量跟着他”。不少旁听的伤者及被害者家属对这套说辞感到愤怒，更有伤者直接扔了鞋子过去。省高院最终作出终审判决，裁定驳回上诉，维持原判。
2024年1月，温庆运的辩护律师接受《澎湃新闻》采访时指，在最高人民法院死刑复核阶段，温庆运的家属向最高院递交了精神鉴定申请；后面其辩护律师也将递交精神鉴定申请。
2024年4月19日，经最高人民法院核准，广州市中级人民法院对温庆运执行死刑。

## 关联事件
這起事件引发网民热议，新浪微博在当晚一度封禁相关话题。由於官方在事发当晚的通报中称其为「交通事故」，許多相關事發現場的影片和圖片細節等資訊在一夜之間近乎被審查人員全數刪除，引發輿論憤怒，批評地方政府試圖淡化事件、僅在乎維穩。事发后，陆续有市民前往事故现场献花哀悼。
2023年9月4日，温庆运及家人诉至北京市第一中级人民法院，指控2022年2月起至案发当天，温男在抖音持续遭受网暴，要求后者赔偿1.34亿元，用于补偿死伤者及家属，目前北京中院已受理此案。

## 类似事件
- 2010年天津开发区恶意驾车撞人案
- 2010年河北元氏铲车冲撞事件
- 2019年湖北枣阳恶意撞人事件
- 5·22大连轿车撞人案
- 天安门金水桥恐怖袭击案
- 湖南衡陽駕車衝撞案
- 珠海市體育中心駕車撞人事件